# Amber Tamblyn
Amber Rose Tamblyn (Santa Mônica, 14 de maio de 1983) é uma atriz e poetisa estadunidense, indicada ao Emmy e ao Globo de Ouro. Tornou-se conhecida por seus papeis nas séries Joan of Arcadia e House M.D., e também pelo filme Quatro Amigas e um Jeans Viajante. Também participou da série Two and a Half Men como Jenny Harper, a filha perdida de Charlie Harper.

## Biografia
Tamblyn nasceu na Califórnia, filha de Russ Tamblyn, um ator, dançarino e cantor e Bonnie Murray, uma cantora, professora e artista. Seu avô paterno, Eddie Tamblyn, também foi um ator. Aos dez anos de idade, ela interpretou Pippi Longstocking, uma personagem fictícia de uma série de livros infantis, na escola Santa Monica Alternative School House; o empresário de seu pai, Sharon Debord, foi assistir a peça e acabou por convencer o pai da Tamblyn a levá-la para fazer audições.

## Carreira
Tamblyn começou sua carreira no cinema com pequenos papéis em filmes de seu pai. Seu primeiro papel na televisão foi Emily Bowen (mais tarde conhecida como Emily Quartermaine) na soap opera General Hospital, um papel que ela desempenhou por seis anos (de 1995 a 2001). Ela também estrelou o episódio "Evergreen", da série The Twilight Zone em 2002. Ficou mais conhecida interpretando Joan Girardi, na série de drama Joan of Arcadia. Joan era uma adolescente que recebia visitas frequentes de Deus. A série durou de 2003 a 2005, e Amber foi indicado ao  Emmy e ao Globo de Ouro de "Melhor Atriz em Série de Drama". O pai de Tamblyn fez várias aparições na série como Deus na forma de um passeador de cães.
Seu primeiro grande papel no cinema foi em 2005, no filme The Sisterhood of the Traveling Pants, co-estrelado por Alexis Bledel, America Ferrera e Blake Lively. Ela também estrelou sua sequência The Sisterhood of the Traveling Pants 2, em 2008.
Sua carreira no cinema de terror começou na cena de abertura do filme The Ring em 2002. Tamblyn também apareceu filme The Grudge 2 (2006), sequela do horror The Grudge (2004). O filme, que também é estrelado por Sarah Michelle Gellar, foi lançado em 13 de outubro de 2006, e estreou na 1ª posição das bilheterias da América do Norte. Em agosto de 2010, Tamblyn ganhou o Bronze Leopard no Festival Internacional de Cinema de Locarno por sua atuação no papel-título Stephanie Daley. O filme, que também ganhou um prêmio no Festival de Sundance de 2006, oferece Tamblyn como uma garota de 16 anos que mata seu bebê, momentos depois de dar à luz no banheiro de uma estação de esqui. Ela também foi nomeada para Melhor Atriz no Independent Spirit Awards. O filme também é estrelado por Tilda Swinton e Timothy Hutton. Ela também estrelou o filme Blackout em 2008.
Em 2009, Tamblyn apareceu na comédia Spring Breakdown. No mesmo ano, estrelou a série The Unusuals, como o detetive de homicídios da polícia de Nova York, Casey Shraeger. Em 2010, Tamblyn apareceu ao lado de Orlando Bloom e Colin Firth no filme Main Street, um drama ambientado na Carolina do Norte. Naquele ano, ela também teve um papel no drama 127 Hours, com James Franco.
De novembro de 2010 a abril de 2011, Tamblyn entrou para o elenco da sétima temporada do drama médico, House, M.D., como a estudante de medicina Martha M. Masters. Ela voltou para o final da série em 2012. Em 2012, Tamblyn estrelou ao lado de Wes Bentley e Vincent Piazza o longa-metragem independente 3 Nights in the Desert, dirigido por Gabriel Cowan, escrito pelo dramaturgo Adam Chanzit e produzido por John Suits.
Em agosto de 2013, Tamblyn foi escalada como a filha perdida (e desconhecida) de Charlie Harper, Jenny, no seriado Two and a Half Men. Sua primeira aparição foi na estréia da 11ª temporada. Em 2017, Tamblyn estrelou ao lado de Bob Odenkirk no filme original Netflix, Girlfriend's Day.

## Vida Pessoal
Tamblyn e o ator e comediante David Cross ficaram noivos em agosto de 2011, e se casaram em 6 de outubro de 2012. Em 21 de fevereiro de 2017, Tamblyn anunciou que ela e Cross tiveram uma filha chamada Marlow Alice.
Tamblyn é feminista e também é uma das fundadores da organização sem fins lucrativos Time's Up, criada para combater o assédio sexual no local de trabalho.
Em fevereiro de 2005, Tamblyn foi ameaçada por um perseguidor. Ele prometeu "torturá-la por um milhão de anos", entre outros atos de violência. Assustada, Tamblyn acionou a polícia. Uma medida cautelar foi emitida, proibindo o homem de se aproximar a menos de 100 metros dela.

## Filmografia

### Filmes
| Ano  | Filme                               | Papel                  |
| ---- | ----------------------------------- | ---------------------- |
| 2018 | Nostalgia                           | Bethany Ashemore       |
| 2017 | Girlfriend's Day                    | Jill                   |
| 2014 | Growing Up and Other Lies           | Tabatha                |
| 2014 | 3 Nights in the Desert              | Anna                   |
| 2014 | X/Y                                 | Stacey                 |
| 2012 | Django Unchained                    | Filha de um pistoleiro |
| 2010 | 127 Horas                           | Megan McBride          |
| 2010 | Main Street                         | Mary Saunders          |
| 2009 | Beyond a Reasonable Doubt           | Ella Crystal           |
| 2009 | Primavera Maluca                    | Ashley                 |
| 2008 | Quatro Amigas e um Jeans Viajante 2 | Tibby Rollins          |
| 2008 | The Russell Girl                    | Sarah Russell          |
| 2007 | Rebeldes Sem Causa                  | Wendy                  |
| 2007 | Círculo do Pânico                   | Amber                  |
| 2007 | Blackout - Prisioneiros do Medo     | Claudia                |
| 2007 | Babylon Fields                      | Janine Wunch           |
| 2006 | O Grito 2                           | Aubrey                 |
| 2006 | Stephanie Daley                     | Stephanie Daley        |
| 2005 | Quatro Amigas e um Jeans Viajante   | Tibby Rollins          |
| 2002 | O Chamado                           | Katie Embry            |
| 2002 | Ten Minutes Older: The Trumpet      | Kate                   |
| 1997 | Johnny Mysto: Boy Wizard            | Sprout (voz)           |
| 1995 | Live Nude Girls                     | Jill (jovem)           |
| 1995 | Rebellious                          | Deb                    |

### Televisão
| Ano       | Título                   | Papel                          | Notas                                         |
| --------- | ------------------------ | ------------------------------ | --------------------------------------------- |
| 2018      | Drunk History            | Margaret Sanger                | Episódio: "Sex"                               |
| 2016      | Lip Sync Battle          | Ela mesma                      | Episódio: "America Ferrera vs. Amber Tamblyn" |
| 2014      | Community                | Co-estrela de Jacker           | Episódio: "Basic Sandwich"                    |
| 2013-2015 | Dois Homens e Meio       | Jenny Harper                   | Temporadas 11 e 12                            |
| 2013-2016 | Inside Amy Schumer       | Vários Personagens             | 5 episódios                                   |
| 2012      | Metalocalypse            | Trindle (voz)                  | Episódio: "Fanklok"                           |
| 2010-2011 | House M.D.               | Martha M. Masters              | 15 episódios                                  |
| 2009      | The Unusuals             | Detetive Casey Shraeger        | 10 episódios                                  |
| 2003-2005 | Joan of Arcadia          | Joan Girardi                   | Protagonista; 45 episódios                    |
| 2003      | Without a Trace          | Clare Metcalf                  | Episódio: "Clare de Lune"                     |
| 2002      | CSI: Miami               | Cadete Sênior Valerie Barreiro | Episódio: "Camp Fear"                         |
| 2002      | The Twilight Zone        | Jenna Winslow                  | Episódio: "Evergreen"                         |
| 2002      | Boston Public            | Melissa Campbell               | Episódio: "Chapter Thirty-Two"                |
| 2001      | Buffy the Vampire Slayer | Janice Penshaw                 | Episódio: "All the Way"                       |
| 1995-2001 | General Hospital         | Emily Quartermaine             | 20 de Janeiro de 1995 – 11 de Julho de 2001   |